# Dyskografia Willa Younga
Dyskografia Willa Younga – brytyjskiego piosenkarza, składa się z siedmiu albumów studyjnych, trzech albumów kompilacyjnych, jednego minialbumu, dwudziestu ośmiu singli (wraz z gościnnym udziałem), pięciu singli promocyjnych oraz dwudziestu siedmiu teledysków.
Zadebiutował na rynku fonograficznym w 2002 podwójnym singlem „Anything Is Possible” i „Evergreen”, który zadebiutował na szczycie listy UK Singles Chart i stał się najszybciej sprzedającym debiutancki singlem w Wielkiej Brytanii (2002). W tym samym roku ukazał się jego debiutancki album studyjny From Now On. Kolejne single: „Light My Fire” oraz podwójny „The Long and Winding Road” i „Suspicious Minds” nagrany w duecie przez Younga i Garetha Gatesa, osiągnęły pierwsze miejsce. Płyta pokryła się dwukrotną platyną.
Dwa lata później na rynek trafił drugi album, zatytułowany Friday’s Child, który osiągnął status pięciokrotnej platynowej płyty w samej Wielkiej Brytanii, sprzedając się w nakładzie przekraczającym milion sztuk. Pochodzący z albumu singel „Leave Right Now” uplasował się na pierwszym miejscu list sprzedaży w Wielkiej Brytanii i Irlandii oraz był notowany na wielu listach, w tym na 81. miejscu Hot 100 w Stanach Zjednoczonych. W 2008 został wydany album Keep On, który nie wspiął się na szczyt notowań, jednak jest drugą pod względem sprzedaży w historii artysty i pokrył się potrójną platyną. Let It Go był notowany na drugim miejscu w Wielkiej Brytanii. Rok później do sprzedaży trafił jego pierwszy album kompilacyjny The Hits, na którym znalazły się najpopularniejsze utwory artysty. Wydawnictwo osiągnęło status podwójnej platynowej płyty za sprzedaż 600 tysięcy kopii.
W 2011 do sprzedaży trafił jego piąty album studyjny Echoes. Płytę promowały single: „Jealousy”, „Come On”, „Losing Myself” i „I Just Want a Lover”, które osiągnęły umiarkowany sukces komercyjny. W 2015 na rynek trafił szósty album, zatytułowany 85% Proof, który jest czwartą płytą piosenkarza na pierwszym miejscu w Zjednoczonym Królestwie. Ostatni album Lexicon wydał w 2019.

## Albumy

### Albumy studyjne
| Rok                                                     | Dane dot. albumu                                                                                              | Najwyższe pozycje na listach | Najwyższe pozycje na listach | Najwyższe pozycje na listach | Najwyższe pozycje na listach | Najwyższe pozycje na listach | Certyfikat                                   | Sprzedaż                      |
| Rok                                                     | Dane dot. albumu                                                                                              | GBR                          | CHE                          | DEU                          | IRL                          | NLD                          | Certyfikat                                   | Sprzedaż                      |
| ------------------------------------------------------- | --- | ---------------------------- | ---------------------------- | ---------------------------- | ---------------------------- | ---------------------------- | -------------------------------------------- | ----------------------------- |
| 2002                                                    | From Now On - Wydany: 7 października 2002 - Wytwórnia: 19 Recordings, RCA, BMG - Format: CD                   | 1                            | –                            | 62                           | 11                           | 23                           | - GBR: 2× platynowa płyta                    | - GBR: 600 000+               |
| 2003                                                    | Friday’s Child - Wydany: 1 grudnia 2003 - Wytwórnia: 19 Recordings, RCA, BMG - Format: CD                     | 1                            | –                            | –                            | 9                            | 48                           | - GBR: 5× platynowa płyta                    | - GBR: 1 550 000+             |
| 2005                                                    | Keep On - Wydany: 21 listopada 2005 - Wytwórnia: 19 Recordings, RCA, Sony BMG - Format: CD, digital download  | 2                            | –                            | –                            | 33                           | 85                           | - GBR: 3× platynowa płyta - IRL: złota płyta | - GBR: 900 000+ - IRL: 7 500+ |
| 2008                                                    | Let It Go - Wydany: 29 września 2008 - Wytwórnia: 19 Recordings, RCA, Sony BMG - Format: CD, digital download | 2                            | –                            | –                            | 12                           | –                            | - GBR: platynowa płyta                       | - GBR: 300 000+               |
| 2011                                                    | Echoes - Wydany: 22 sierpnia 2011 - Wytwórnia: 19 Recordings, RCA, Sony Music - Format: CD, digital download  | 1                            | –                            | –                            | 12                           | –                            | - GBR: platynowa płyta                       | - GBR: 300 000+               |
| 2015                                                    | 85% Proof - Wydany: 25 maja 2015 - Wytwórnia: Island Records - Format: CD, digital download                   | 1                            | –                            | –                            | 38                           | –                            | - GBR: srebrna płyta                         | - GBR: 60 000+                |
| 2019                                                    | Lexicon - Wydany: 21 czerwca 2019 - Wytwórnia: Cooking Vinyl - Format: CD, digital download, winyl, kaseta    | 2                            | 84                           | –                            | 73                           | –                            |                                              |                               |
| „–” oznacza, że album nie był notowany na danej liście. | |                              |                              |                              |                              |                              |                                              |                               |

### Albumy kompilacyjne
| Rok                                                     | Dane dot. albumu                                                                                                  | Najwyższe pozycje na listach | Najwyższe pozycje na listach | Najwyższe pozycje na listach | Certyfikat                | Sprzedaż        |
| Rok                                                     | Dane dot. albumu                                                                                                  | GBR                          | IRL                          | USA Heat                     | Certyfikat                | Sprzedaż        |
| ------------------------------------------------------- | --- | ---------------------------- | ---------------------------- | ---------------------------- | ------------------------- | --------------- |
| 2009                                                    | The Hits - Wydany: 16 listopada 2009 - Wytwórnia: 19 Recordings, RCA, Sony Music - Format: CD, digital download   | 7                            | 19                           | –                            | - GBR: 2× platynowa płyta | - GBR: 600 000+ |
| 2010                                                    | Leave Right Now - Wydany: 8 maja 2010 - Wytwórnia: 19 Recordings, Jive, Sony Music - Format: CD, digital download | –                            | –                            | 13                           |                           |                 |
| 2013                                                    | The Essential - Wydany: 11 listopada 2013 - Wytwórnia: RCA Records Label - Format: CD, digital download           | 15                           | –                            | –                            | - GBR: srebrna płyta      | - GBR: 60 000+  |
| „–” oznacza, że album nie był notowany na danej liście. | |                              |                              |                              |                           |                 |

### Minialbumy
| Rok  | Dane dot. albumu                                                                                           |
| ---- | --- |
| 2016 | Summer Covers - Wydany: 26 sierpnia 2016 - Wytwórnia: wydanie własne - Format: CD, digital download, winyl |

### Albumy wideo
| Rok  | Dane dot. albumu                                                                         |
| ---- | ---------------------------------------------------------------------------------------- |
| 2003 | Will Young Live - Wydany: 7 kwietnia 2003 - Wytwórnia: Warner Music Vision - Format: DVD |
| 2005 | Live in London - Wydany: 21 marca 2005 - Wytwórnia: Sony BMG - Format: DVD               |

## Single

### Jako główny artysta
| Rok                                                      | Tytuł                                                                | Najwyższe pozycje na listach | Najwyższe pozycje na listach | Najwyższe pozycje na listach | Najwyższe pozycje na listach | Najwyższe pozycje na listach | Najwyższe pozycje na listach | Najwyższe pozycje na listach | Najwyższe pozycje na listach | Najwyższe pozycje na listach | Najwyższe pozycje na listach | Certyfikat        | Sprzedaż          | Album          |
| Rok                                                      | Tytuł                                                                | GBR                          | AUS                          | BEL (FL)                     | DEU                          | IRL                          | ITA                          | NLD                          | NZL                          | SWE                          | USA                          | Certyfikat        | Sprzedaż          | Album          |
| -------------------------------------------------------- | -------------------------------------------------------------------- | ---------------------------- | ---------------------------- | ---------------------------- | ---------------------------- | ---------------------------- | ---------------------------- | ---------------------------- | ---------------------------- | ---------------------------- | ---------------------------- | ----------------- | ----------------- | -------------- |
| 2002                                                     | „Anything Is Possible” / „Evergreen”                                 | 1                            | –                            | –                            | –                            | 2                            | –                            | –                            | –                            | –                            | –                            | - GBR: 3× platyna | - GBR: 1 800 000+ | From Now On    |
| 2002                                                     | „Light My Fire”                                                      | 1                            | –                            | –                            | 44                           | 5                            | 4                            | 21                           | –                            | –                            | –                            | - GBR: złoto      | - GBR: 400 000+   | From Now On    |
| 2002                                                     | „The Long and Winding Road” / „Suspicious Minds” (oraz Gareth Gates) | 1                            | –                            | –                            | –                            | 4                            | –                            | –                            | –                            | –                            | –                            | - GBR: złoto      | - GBR: 400 000+   | From Now On    |
| 2002                                                     | „Don’t Let Me Down”                                                  | 2                            | –                            | –                            | –                            | 27                           | –                            | –                            | –                            | –                            | –                            | - GBR: srebro     | - GBR: 200 000+   | From Now On    |
| 2002                                                     | „You and I”                                                          | 2                            | –                            | –                            | –                            | 27                           | 28                           | 3                            | –                            | –                            | –                            | - GBR: srebro     | - GBR: 200 000+   | From Now On    |
| 2003                                                     | „Leave Right Now”                                                    | 1                            | 63                           | –                            | –                            | 1                            | 27                           | 36                           | 29                           | 6                            | 81                           | - GBR: platyna    | - GBR: 600 000+   | Friday’s Child |
| 2004                                                     | „Your Game”                                                          | 3                            | 81                           | –                            | –                            | 10                           | –                            | –                            | –                            | –                            | –                            |                   |                   | Friday’s Child |
| 2004                                                     | „Friday’s Child”                                                     | 4                            | –                            | –                            | –                            | 31                           | –                            | –                            | –                            | –                            | –                            |                   |                   | Friday’s Child |
| 2005                                                     | „Switch It On”                                                       | 5                            | –                            | –                            | –                            | 23                           | –                            | –                            | –                            | –                            | –                            |                   |                   | Keep On        |
| 2006                                                     | „All Time Love”                                                      | 3                            | –                            | –                            | 69                           | 12                           | –                            | –                            | –                            | –                            | –                            | - GBR: srebro     | - GBR: 200 000+   | Keep On        |
| 2006                                                     | „Who Am I”                                                           | 11                           | –                            | –                            | –                            | 21                           | –                            | –                            | –                            | –                            | –                            |                   |                   | Keep On        |
| 2008                                                     | „Changes”                                                            | 10                           | –                            | –                            | –                            | 28                           | –                            | –                            | –                            | –                            | –                            |                   |                   | Let It Go      |
| 2008                                                     | „Grace”                                                              | 3                            | –                            | –                            | –                            | 33                           | –                            | –                            | –                            | –                            | –                            |                   |                   | Let It Go      |
| 2009                                                     | „Let It Go”                                                          | 58                           | –                            | –                            | –                            | –                            | –                            | –                            | –                            | –                            | –                            |                   |                   | Let It Go      |
| 2009                                                     | „Hopes & Fears”                                                      | 65                           | –                            | –                            | –                            | –                            | –                            | –                            | –                            | –                            | –                            |                   |                   | The Hits       |
| 2011                                                     | „Jealousy”                                                           | 5                            | –                            | –                            | –                            | 23                           | –                            | –                            | –                            | –                            | –                            | - GBR: złoto      | - GBR: 400 000+   | Echoes         |
| 2011                                                     | „Come On”                                                            | 83                           | –                            | –                            | –                            | –                            | –                            | –                            | –                            | –                            | –                            |                   |                   | Echoes         |
| 2012                                                     | „Losing Myself”                                                      | 72                           | –                            | –                            | –                            | –                            | –                            | –                            | –                            | –                            | –                            |                   |                   | Echoes         |
| 2012                                                     | „I Just Want a Lover”                                                | 115                          | –                            | –                            | –                            | –                            | –                            | –                            | –                            | –                            | –                            |                   |                   | Echoes         |
| 2015                                                     | „Love Revolution”                                                    | 103                          | –                            | –                            | –                            | –                            | –                            | –                            | –                            | –                            | –                            |                   |                   | 85% Proof      |
| 2015                                                     | „Thank You”                                                          | –                            | –                            | –                            | –                            | –                            | –                            | –                            | –                            | –                            | –                            |                   |                   | 85% Proof      |
| 2015                                                     | „Joy”                                                                | –                            | –                            | –                            | –                            | –                            | –                            | –                            | –                            | –                            | –                            |                   |                   | 85% Proof      |
| 2015                                                     | „What the World Needs Now”                                           | 119                          | –                            | –                            | –                            | –                            | –                            | –                            | –                            | –                            | –                            |                   |                   | 85% Proof      |
| 2019                                                     | „All the Songs”                                                      | –                            | –                            | –                            | –                            | –                            | –                            | –                            | –                            | –                            | –                            |                   |                   | Lexicon        |
| 2019                                                     | „My Love”                                                            | –                            | –                            | –                            | –                            | –                            | –                            | –                            | –                            | –                            | –                            |                   |                   | Lexicon        |
| 2019                                                     | „Christmas Time”                                                     | –                            | –                            | –                            | –                            | –                            | –                            | –                            | –                            | –                            | –                            |                   |                   | —              |
| 2020                                                     | „Forever”                                                            | –                            | –                            | –                            | –                            | –                            | –                            | –                            | –                            | –                            | –                            |                   |                   | Lexicon        |
| „–” oznacza, że singel nie był notowany na danej liście. |                                                                      |                              |                              |                              |                              |                              |                              |                              |                              |                              |                              |                   |                   |                |

### Z gościnnym udziałem
| Rok  | Tytuł                                            | Najwyższa pozycja na liście | Album       |
| Rok  | Tytuł                                            | GBR                         | Album       |
| ---- | ------------------------------------------------ | --------------------------- | ----------- |
| 2010 | „History” (Groove Armada, gościnnie: Will Young) | 117                         | Black Light |

### Single promocyjne
| Rok  | Tytuł               | Album         |
| ---- | ------------------- | ------------- |
| 2009 | „Tell Me the Worst” | Let It Go     |
| 2011 | „The Way I See”     | Echoes        |
| 2015 | „Brave Man”         | 85% Proof     |
| 2016 | „Amy”               | Summer Covers |
| 2019 | „Ground Running”    | Lexicon       |

## Pozostałe
| Rok  | Tytuł                                                    | Wykonawcy          | Album                                              | Źródło |
| ---- | -------------------------------------------------------- | ------------------ | -------------------------------------------------- | ------ |
| 2002 | „Beyond the Sea”                                         | —                  | Pop Idol: The Big Band Album                       | [ 18 ] |
| 2002 | „I Won’t Dance”                                          | —                  | Pop Idol: The Big Band Album                       | [ 18 ] |
| 2004 | „Your Love Is King”                                      | —                  | Bridget Jones: The Edge of Reason                  | [ 19 ] |
| 2005 | „Letting in the Sunshine”                                | —                  | Mrs. Henderson Presents                            | [ 20 ] |
| 2005 | „Goody Goody”                                            | Camille O’Sullivan | Mrs. Henderson Presents                            | [ 20 ] |
| 2005 | „The Blitz: Bombing” / „The Grecian Frieze” / „Defiance” | —                  | Mrs. Henderson Presents                            | [ 20 ] |
| 2005 | „All the Things You Are”                                 | —                  | Mrs. Henderson Presents                            | [ 20 ] |
| 2005 | „The Sails of the Windmill”                              | Camille O’Sullivan | Mrs. Henderson Presents                            | [ 20 ] |
| 2005 | „Girl in the Little Green Hat”                           | —                  | Mrs. Henderson Presents                            | [ 20 ] |
| 2006 | „Hey Ya!”                                                | —                  | Radio 1’s Live Lounge                              | [ 21 ] |
| 2010 | „History”                                                | Groove Armada      | Black Light                                        | [ 22 ] |
| 2011 | „Running Up That Hill”                                   | —                  | Dermot O’Leary Presents The Saturday Sessions 2011 | [ 23 ] |
| 2013 | „Hanging on the Telephone”                               | —                  | Dermot O’Leary Presents The Saturday Sessions 2013 | [ 24 ] |